# Sinéad Gibney

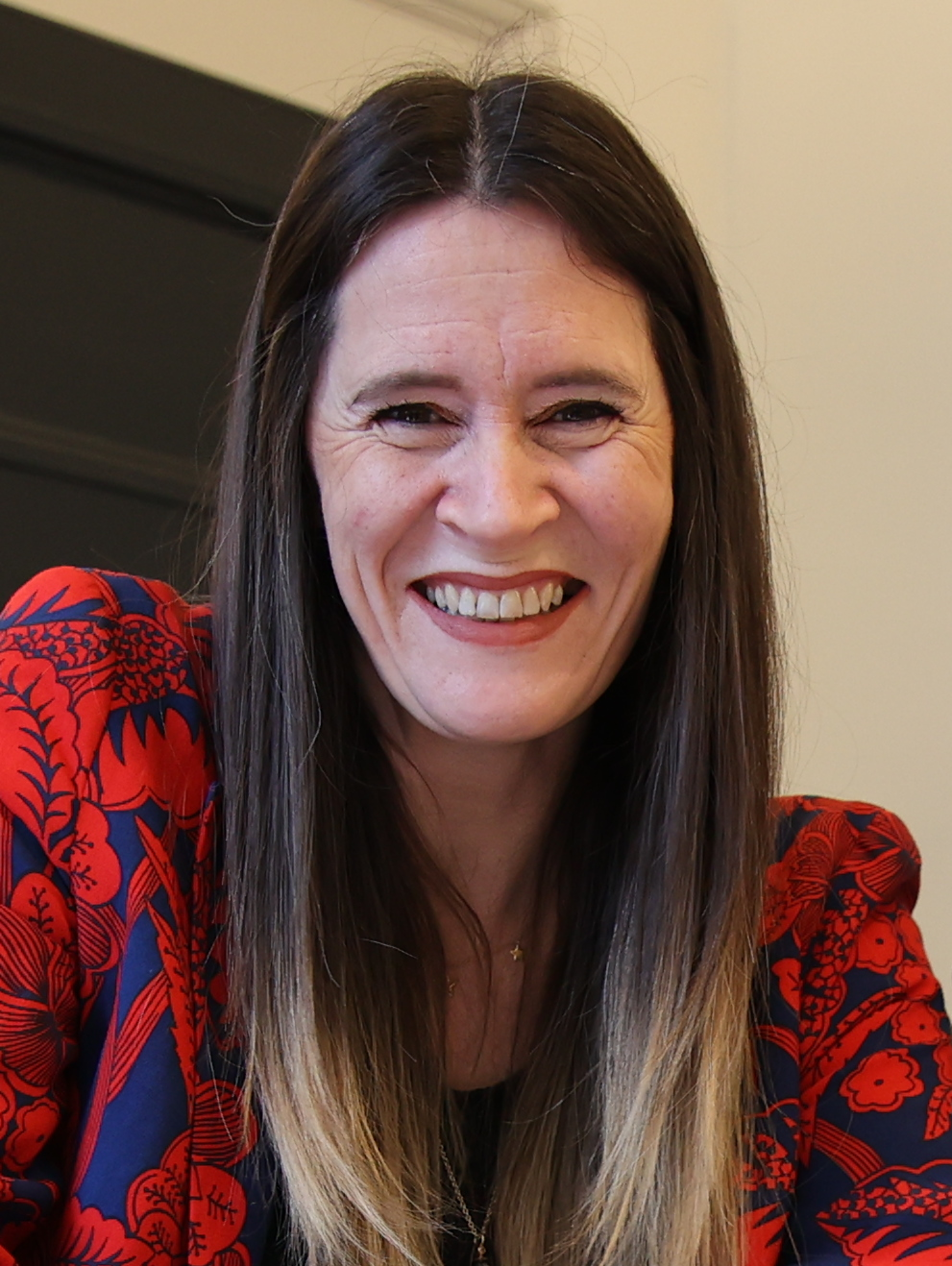
Sinéad Gibney (2024)

Sinéad Gibney (* 1976 oder 1977 in Blackrock, Dublin, Irland) ist eine irische Politikerin der Social Democrats (Daonlathaigh Shóisialta), die seit 2024 Mitglied (Teachta Dála) des Dáil Éireann, des Unterhauses des Parlaments (Oireachtas), ist.

## Leben
Sinéad Gibney ist die Tochter des Hochschullehrers Michael J. Gibney (1948–2024). Sie studierte an der Ulster University Geschichts- und Politikwissenschaften und schloss das Studium mit dem Bachelor ab. Am Trinity College Dublin erwarb sie einen Master of Science in Erziehungswissenschaften und IT sowie einen weiteren Master in Geschlechterstudien am University College Dublin. Sie leitete bis 2024 die Irish Human Rights and Equality Commission. Ohne Erfolg versuchte sie 2019, in den Dún Laoghaire–Rathdown County Council, und 2024, in das Europäische Parlament gewählt zu werden. Erfolgreich war sie jedoch bei den Wahlen zum Dáil Éireann 2024, als sie im Wahlkreis Dublin Rathdown mit einem Sitz in den Dáil einzog.
Sinéad Gibney ist mit Mark verheiratet und hat ein Kind.